# لوئیجی کانتونه
لوئیجی کانتونه (ایتالیایی: Luigi Cantone; ۲۱ ژوئیهٔ ۱۹۱۷ – ۶ نوامبر ۱۹۹۷) شمشیرباز اهل ایتالیا بود.